# Шевченко, Валентина Ивановна
Валентина Ивановна Шевченко (род. 29.09.1941) — животновод колхоза «Прогресс» Приазовского района Запорожской области, полный кавалер ордена Трудовой Славы (1986).

## Биография
Родилась 29 сентября 1941 года в селе (ныне — посёлок городского типа) Приазовское Приазовского района Запорожской области Украинской ССР (ныне — Украина). Русская.
С 1959 года работала животноводом колхоза «Прогресс» Приазовского района Запорожской области.
Указами Президиума Верховного Совета СССР от 10 марта 1976 года и от 6 марта 1981 года Шевченко Валентина Ивановна награждена орденами Трудовой Славы 3-й и 2-й степени.
Указом Президиума Верховного Совета СССР от 17 августа 1988 года за достижение высоких результатов в увеличении производства сельскохозяйственной продукции на основе освоения интенсивных технологий и передовых методов организации труда в земледелии и животноводстве Шевченко Валентина Ивановна награждена орденом Трудовой Славы 1-й степени. Стала полным кавалером ордена Трудовой Славы.
В 1993—2000 годах работала оператором по откорму нетелей в колхозе «Прогресс».
Жила в посёлке городского типа Приазовское Приазовского района Запорожской области (Украина).

## Награды
Награждена орденами Трудовой Славы 1-й, 2-й, 3-й степеней:
3 ст. 10.03.1976 № 181036
2 ст. 06.03.1981 № 16253
1 ст. 17.08.1988 № 625
- медалями, в том числе медалями ВДНХ СССР, знаками «Ударник пятилетки», «Победитель социалистического соревнования»[1].